# Тафійчук Михайло Михайлович
Миха́йло Микола́йович Тафійчук (1939, с. Буковець, Верховинський район, Івано-Франківська область) — український майстер гуцульських народних музичних інструментів та музика. 

## Життєпис
Михайло Тафійчук народився в сім'ї коваля, який спробував привчити його до своєї справи. Проте з дитинства його вабила музика. Ще малим став виготовляти сопілки, у 7 років навчився грати на скрипці, а в 12 — самостійно виготовив першу скрипку
Виготовляти інструменти навчився самостійно. На кожному виготовленому інструменті він уміє грати гуцульські народні мелодії.
Він добре вивчив властивості дерев, що допомагає йому створювати інструменти автентичні сопілки (денцівки), гуцульські долобанки, скрипки, флоярки, флояри, тилинки з різних порід деревини.
Михайло Тафійчук є визнаним майстром трембіт. Ці інструменти добре відомі в Європі та Америці. На замовлення співачки Руслани він виготовив вісім трембіт, для виступу її на Євробаченні.
Він сам виготовляє металічні стержні для цимбалів з 140 струнами, тому вони є справжніми авторськими роботами. Дуже популярні його дуди (гуцульські волинки).
Йому вдалося за документальними фотографіями і з використанням творчої уяви відновити виготовлення лір, які майже зникли на Гуцульщині після смерті останнього лірника в 1983 році. Це сприяло відновленню лірництва в гуцульському краю.
Тафійчук виготовляє інструменти для музикантів, на замовлення зарубіжних колекціонерів.
Михайло Тафійчук разом з трьома синами створив «Ансамбль родини Тафійчуків». Вони виступали на багатьох фестивалях України, зокрема: Країні Мрій, Шешорах, «Великдні у Космачі», також побував з гастролями в Польщі та США. У Польщі були випущені два музичні компакт-диски з записами Михайла Тафійчука, його дружини та дітей гуцульських народних мелодій та пісень.